# Omex
Omex è un comune francese di 249 abitanti situato nel dipartimento degli Alti Pirenei nella regione dell'Occitania.

## Storia

### Simboli
Lo stemma di Omex si blasona:
Lo stemma riprende l'emblema di Guillaume de Castelnau, signore d'Omex. I Castelnau-Laloubère, Henri-Philippe e suo figlio Guillaume, furono signori d'Omex nel XVIII secolo e nel 1751 lo vendettero ai Coufitte.
La banda d'azzurro caricata di tre stelle allude alla loro alleanza e l'anello è simbolo di sottomissione degli antichi cavalieri. È un segno di grandezza, di nobiltà e di giurisdizione. Le tre stelle e l'anelletto si ritrovano anche nello stemma di Ségus.

## Monumenti e luoghi d'interesse

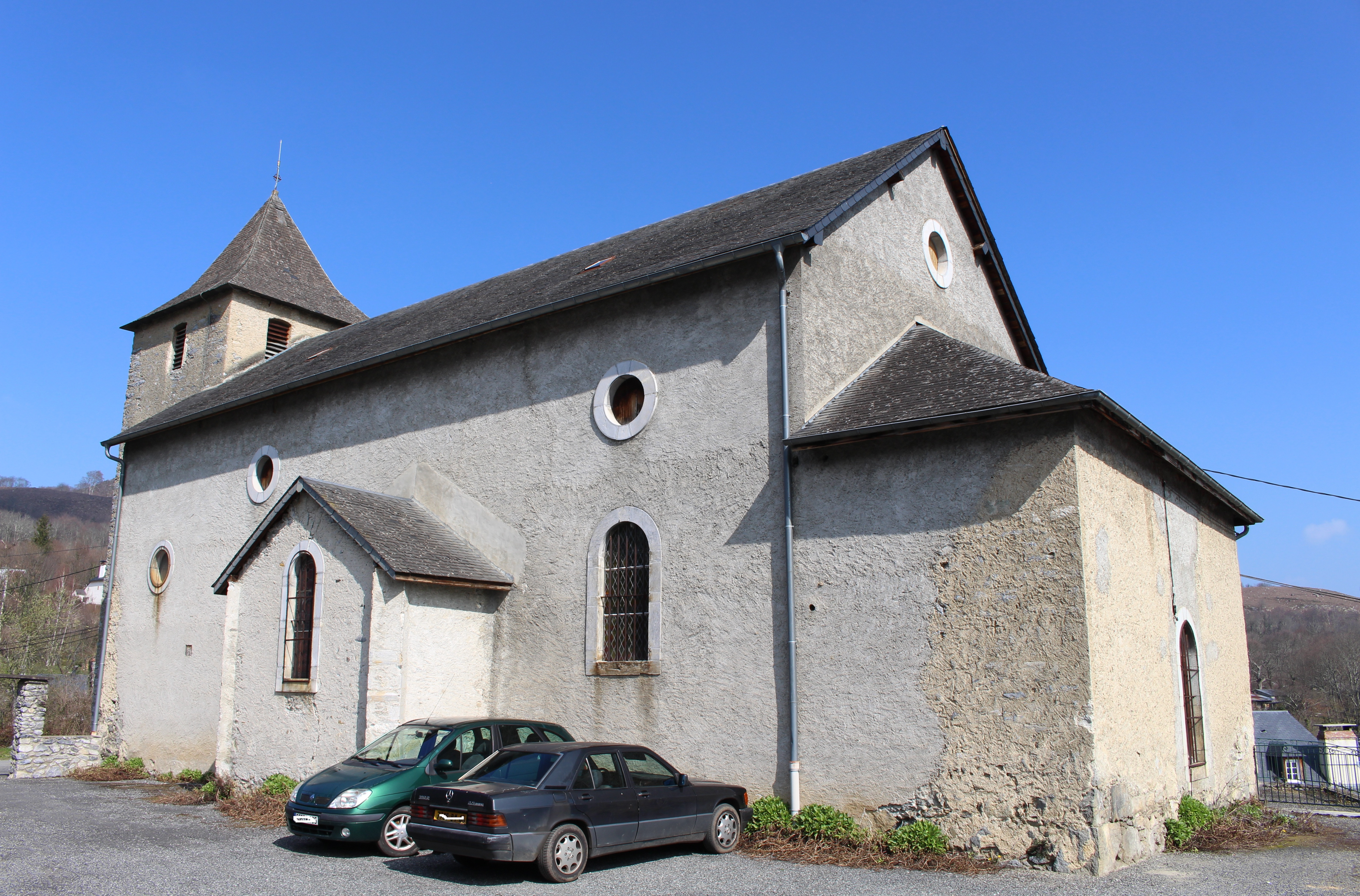
Chiesa di San Saturnino d'Omex

- La chiesa di San Saturnino si trova al centro del paese. L'anno 1769 inciso su un architrave indica la data del suo trasferimento da una vecchia cappella, ora trasformata in fienile[5], al sito attuale. All'interno, una pala d'altare barocca occupa l'intera larghezza dell'edificio, a navata unica, e rappresenta Cristo in croce con Maria e san Giovanni. La chiesa è stata ristrutturata nel XIX secolo.[6]
- Il Château d'Omex (Casa Doucette) fu un imponente castello dal 1293 fino alla Rivoluzione francese. Fino al 1882 fu dimora della zia e madrina del generale Foch. Del vecchio castello rimangono solo le fondamenta, riutilizzate per gli edifici attuali.

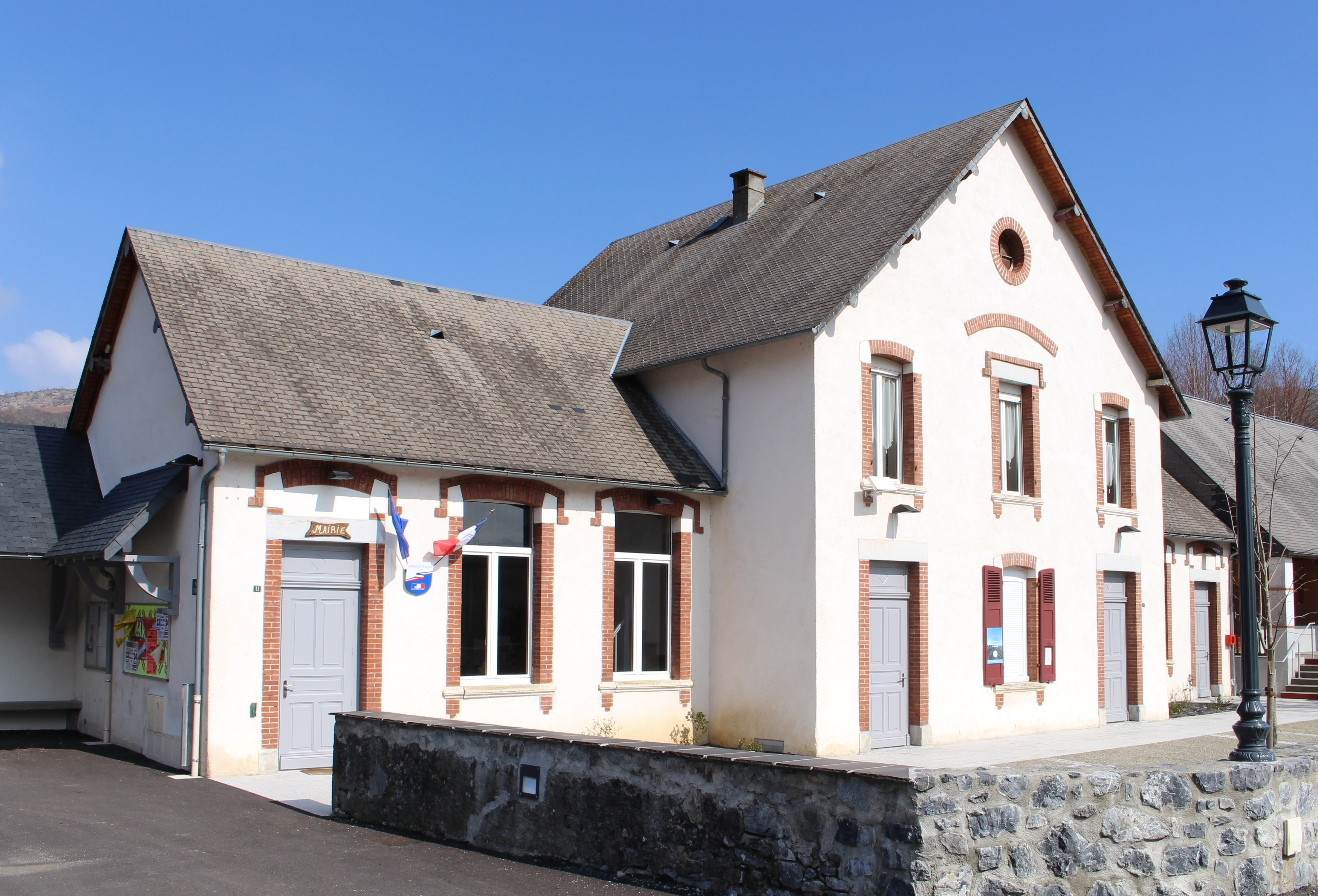
Municipio

- Il municipio
- Antichi lavatoi

## Società

### Evoluzione demografica
Abitanti censiti